# Voo Air India 182
O voo 181/182 da Air India foi um voo que foi destruído quando efetuava a viagem sobre o Oceano Atlântico em 23 de junho de 1985 ao ocorrer uma explosão no compartimento de carga que causou uma rápida descompressão matando 329 pessoas. O avião em causa era um Boeing 747 que transportava 307 passageiros e 22 tripulantes, operado pela Air India.
Um dos passageiros usando nome e documento falsos, mandou sua bagagem para o check-in mas não embarcou. No check-in não foi detectada uma bomba, a qual explodiu em pleno voo, sobre o oceano Atlântico.
Passageiros e tripulantes foram brutalmente lançados para fora e morreram no ar, exceto duas pessoas que morreram por afogamento. 
O voo 182 da Air India partira de Montreal e dirigia-se para Nova Deli, com a primeira escala em Londres. O Boeing 747 desapareceu dos radares e os pilotos nem tiveram tempo para emitir um pedido de socorro. Os destroços foram encontrados pouco depois, ao largo da Irlanda, e depressa se tornou evidente que a segurança tinha sido comprometida, com confusões de malas e trocas de nomes.
Uma hora depois da catástrofe, uma mala explodiu no aeroporto de Narita, no Japão, matando dois empregados. Isso levou à identificação de um grupo de suspeitos, todos sikh. Das 329 vítimas do Air India, foram recuperados 131 corpos e as autópsias revelaram que o avião se partira e que algumas pessoas tinham morrido da explosão, enquanto outras de asfixia ou do impacto no mar.
No embarque em Montreal, a polícia retirara três malas suspeitas, mas deixara passar bombas dentro de radio gravadores. Uma testemunha crucial seria assassinada em 1995, mostrando mais falta de coordenação.